# Betancuría
Betancuría är en ort i Spanien. Den ligger i provinsen Provincia de Las Palmas och regionen Kanarieöarna, i den sydvästra delen av landet, 1 600 km sydväst om huvudstaden Madrid. Betancuría ligger 402 meter över havet och antalet invånare är 775. Den ligger på ön Fuerteventura.
Terrängen runt Betancuría är huvudsakligen lite kuperad. Betancuría ligger uppe på en höjd. Runt Betancuría är det ganska glesbefolkat, med 34 invånare per kvadratkilometer. Närmaste större samhälle är Antigua, 4,1 km öster om Betancuría. Omgivningarna runt Betancuría är i huvudsak ett öppet busklandskap.